# Cot Panjoe
Cot Panjoe is een bestuurslaag in het regentschap Bireuen van de provincie Atjeh, Indonesië. Cot Panjoe telt 455 inwoners (volkstelling 2010).